# Ordine di battaglia dell'operazione Compass
Questa pagina contiene gli ordini di battaglia relativi all'operazione Compass, divisi per schieramenti; i dati si riferiscono all'8 dicembre 1940.
 Western Desert Force (tenente generale Richard O'Connor)
- 7th Armoured Division (maggior generale Michael O'Moore Creagh)
  - 4ª Brigata corazzata
  - 7ª Brigata corazzata
  - Gruppo di supporto
- 4ª Divisione fanteria indiana (maggior generale Noel Beresford-Peirse)
  - 5ª Brigata fanteria indiana
  - 11ª Brigata fanteria indiana
  - 16ª Brigata fanteria (aggregata)
  - Forza Selby
- 6ª Divisione fanteria australiana (maggior generale Iven Giffard Mackay)
  - 16ª Brigata fanteria australiana
  - 17ª Brigata fanteria australiana
  - 19ª Brigata fanteria australiana

 10ª Armata (generale Mario Berti - in licenza in Italia fino al 15 dicembre, ad interim generale Italo Gariboldi - sostituito il 23 dicembre dal generale Giuseppe Tellera)
- Brigata corazzata speciale "Babini"
- XX Corpo d'armata
  - 60ª Divisione fanteria "Sabratha"
    - 85º Reggimento fanteria "Verona"
    - 86º Reggimento fanteria "Verona"
    - 42º Reggimento artiglieria "Sabratha"
- XXI Corpo d'armata - gen. CA Carlo Spatocco
  - 63ª Divisione fanteria "Cirene"
    - 157º Reggimento fanteria "Liguria"
    - 158º Reggimento fanteria "Liguria"
    - 45º Reggimento artiglieria

  - 64ª Divisione fanteria "Catanzaro"
    - 141º Reggimento fanteria "Catanzaro"
    - 142º Reggimento fanteria "Catanzaro"
    - 203º Reggimento artiglieria
- XXII Corpo d'armata
  - 1º Raggruppamento carristi
  - 61ª Divisione fanteria "Sirte"
    - 69º Reggimento fanteria "Ancona"
    - 70º Reggimento fanteria "Ancona"
    - 43º Reggimento artiglieria "Sirte"
- XXIII Corpo d'armata
  - 1ª Divisione CC.NN. "23 marzo"
    - 219ª Legione
    - 233ª Legione
    - 201º Reggimento artiglieria

  - 2ª Divisione CC.NN. "28 ottobre"
    - 203ª Legione
    - 231ª Legione
    - 202º Reggimento artiglieria

  - 62ª Divisione fanteria "Marmarica"
    - 115º Reggimento fanteria "Treviso"
    - 116º Reggimento fanteria "Treviso"
    - 44º Reggimento artiglieria
- Gruppo divisioni libiche
  - Raggruppamento sahariano "Maletti"
  - 2º Raggruppamento carristi
  - 1ª Divisione libica "Sibelle"
    - 1º Raggruppamento libico
    - 2º Raggruppamento libico

  - 2ª Divisione libica "Pescatori"
    - 3º Raggruppamento libico
    - 4º Raggruppamento libico

  - 4ª Divisione CC.NN. "3 gennaio"
    - 250ª Legione
    - 270ª Legione
    - 204º Reggimento artiglieria